# For Today
For Today was een Amerikaanse metalcoreband afkomstig uit Sioux City, Iowa.

## Biografie
De band werd opgericht in 2005 door Ryan Leitru, Mike Reynolds, David Morrison en Jon Lauters. Lauters en zanger Matt Tyler, die zich kort na oprichting bij de band gevoegd had, verlieten de band niet lang daarna alweer. Zij werden vervangen door Mattie Montgomery (ex-lid Besieged) en Brennan Schaeuble. Kort daarna werd Schaeuble weer vervangen door Brandon Leitru, de broer van Ryan. Na al deze personele wisselingen, bracht de band via Facedown Records haar debuutalbum Ekklesia uit op 1 april 2008. Een jaar later, op 9 juni 2009, geven ze hun debuutalbum bij hetzelfde label een vervolg, met Portraits. Op dit album portretteren zij verschillende Bijbelse figuren. In 2011 stond de band naast We Came as Romans, Texas in July, Woe, Is Me en The Word Alive op de Motel 6 Rock Yourself to Sleep Tour.
Nadat de band een contract getekend had bij Razor & Tie Records, doken ze van 6 januari tot 8 februari 2012 de studio in, in The Machine Shop in New Jersey. Het album zou geproduceerd worden door Will Putney, die eerder ook het in 2010 uitgekomen Breaker geproduceerd had. In maart van datzelfde jaar waren ze het hoofdprogramma van de Fight the Silence Tour en deelden ze een podium met onder meer A Skylit Drive, Stick to Your Guns, MyChildren MyBride en Make Me Famous. Op 29 mei 2012 brachten ze met Immortal hun vierde studioalbum uit. Ter promotie stonden ze op de Vans Warped Tour van datzelfde jaar.
Op 15 juni 2012 kondigde drummer David Morrison aan de band te verlaten om aan de slag te gaan als missionaris in Zuid-Amerika. Begin 2013 verliet ook slaggitarist Mike Reynolds de band, nadat er de nodige controverse was ontstaan over uitlatingen van Reynolds, die onder meer had beweerd dat er niet zoiets bestond als een homoseksuele Christen. Mattie Montgomery was geschrokken door de uitlatingen van zijn bandlid en gaf in een YouTube video zijn telefoonnummer, zodat iedere fan die met vragen zat hem kon bellen om te praten over wat gezegd was, of simpelweg om advies te vragen.
Op 15 april 2015 kondigde Samuel Penner aan de band te verlaten. Jim Hughes, gitarist voor Colossus en al langer bevriend met de band, kwam bij de band als bassist, waarna Brandon Leitru doorschoof naar de positie van gitarist. Op 30 juli van datzelfde jaar kondigde de band aan dat zij een contract hadden getekend bij Nuclear Blast Records. Hier brachten zij op 2 oktober het album Wake uit.
Op 5 juli 2016 kondigde de band een afscheidstournee aan. Op 18 december 2016 speelde de band haar laatste show, met ondersteuning van Silent Planet, Oh, Sleeper, Norma Jean en Fit for a King. Op 28 oktober 2018 was de band wel nog eenmaal te zien op een concert dat door We Came as Romans werd georganiseerd ter ere van de overleden Kyle Pavone, maar Montgomery maakte duidelijk dat van een reünie geen sprake was.
Na het uiteenvallen van For Today, besloten Ryan en Brandon Leitru een nieuwe band op te richten, genaamd Nothing Left, samen met ex-leden van Silent Planet en A Bullet for Pretty Boy.

## Bezetting
| Laatste line-up - Ryan Leitru – leidende gitaar, schone vocalen (2005–2016) - Brandon Leitru – bas (2005–2015); slaggitaar (2015-2016) - Mattie Montgomery – leidende vocalebn (2007–2016) - David Puckett – drums (2012–2016) - Jim Hughes – bas, achtergrondvocalen (2015–2016) | Voormalige leden - Jon Lauters – bas (2005) - Brennan Schaeuble – bas (2005) - Matt Tyler – leidende vocalen (2007) - David Morrison – drums, vocalen (2005–2012) - Mike Reynolds – slaggitaar (2005–2013) - Sam Penner – slaggitaar (2013–2015) |

Tijdlijn

## Discografie
Studioalbums
- 2008: Ekklesia (Facedown Records)
- 2009: Portraits (Facedown Records)
- 2010: Breaker (Facedown Records)
- 2012: Immortal (Razor & Tie Records)
- 2014: Fight the Silence (Razor & Tie Records)
- 2015: Wake (Nuclear Blast Records)

Ep's
- 2006: Your Moment, Your Life, Your Time
- 2013: Prevailer